# 北沢警察署
北沢警察署（きたざわけいさつしょ）は、警視庁が管轄する警察署の一つである。第三方面本部所属。
世田谷区の東北部を管轄している。
署員数およそ370名、識別章所属表示はOD。

## 所在地
- 東京都世田谷区松原六丁目4番14号
  - 最寄駅：小田急小田原線梅ヶ丘駅

## 施設
- 代用監獄（留置場）

## 管轄区域
世田谷区のうち、北沢地域の大部分と、世田谷地域の一部を管轄。
- 代沢一・二・三・四・五丁目（全域）
- 北沢一・二・三・四・五丁目（全域）
- 代田一・二・三・四・五・六丁目（全域）
- 大原一・二丁目（全域）
- 羽根木一・二丁目（全域）
- 松原一・二・三・四・五・六丁目（全域）
- 赤堤一・二・三・四・五丁目（全域）
- 梅丘一・二・三丁目（全域）
- 豪徳寺一・二丁目（全域）
- 宮坂一・二・三丁目（全域）
- 経堂一・二・三・四・五丁目（全域）
- 池尻四丁目の一部（33番、34番の一部、35番から39番）（一・二・三丁目と前記以外の四丁目は世田谷警察署の管轄）

## 沿革
- 1949年（昭和24年）2月15日：北沢警察署開設。世田谷警察署からの分離開設。
- 1978年（昭和53年）1月10日：経堂駅前派出所で勤務中の巡査が、パトロール中に見かけた清泉女子大学の学生を、巡回連絡を装って自宅に侵入し強姦、騒がれたため殺害（制服警官女子大生殺人事件）。時の警視総監・土田國保が引責辞任する一大警察不祥事に発展。
- 2005年（平成17年）3月3日：現庁舎新築完成

## 組織
- 警務課
- 会計課
- 交通課
- 警備課
- 地域課
- 刑事組織犯罪対策課
- 生活安全課

## 交番
- 宮前橋交番（世田谷区代田三丁目52番14号）
- 淡島通交番（世田谷区代沢三丁目14番1号）
- 下北沢交番（世田谷区北沢二丁目8番11号）
- 経堂駅前交番（世田谷区経堂一丁目20番8号）
- 羽根木交番（世田谷区羽根木二丁目8番1号）
- 赤松交番（世田谷区赤堤四丁目44番17号）
- 豪徳寺駅前交番（世田谷区豪徳寺一丁目45番11号）
- 明大前駅前交番 世田谷区松原二丁目46番4号）

駐在所、地域安全センターはなし。

## 過去に存在した交番
- 経堂町交番（世田谷区経堂五丁目）